# 대한항공 642편 추락 사고

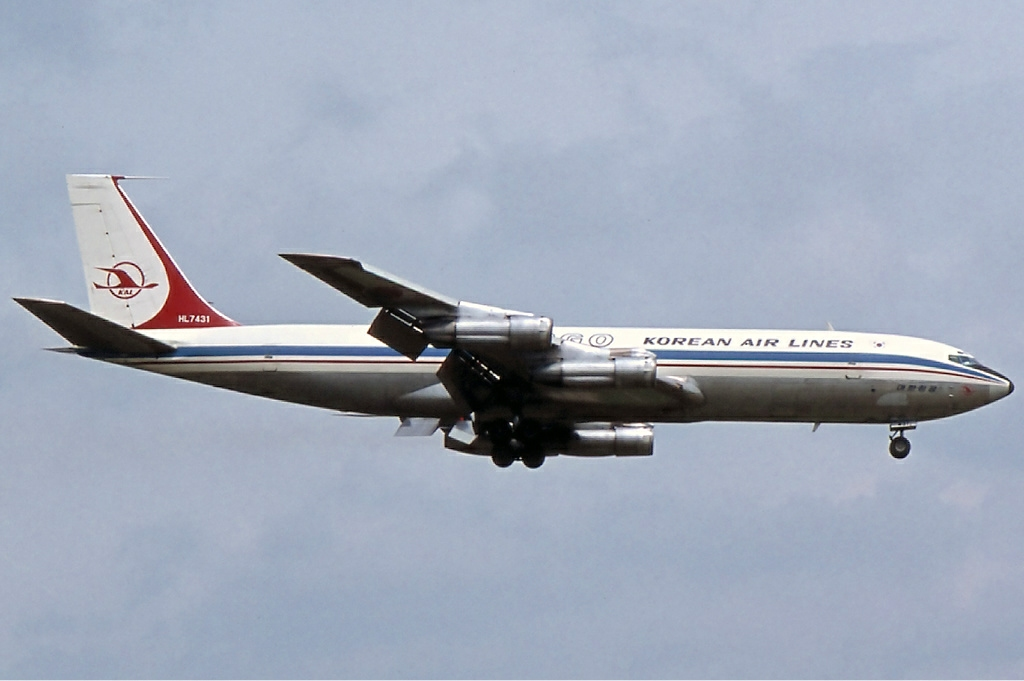
대한항공의 보잉 707

대한항공 642편 추락 사고는 1976년 8월 2일에 일어난 대한항공의 사고이다.

## 개요
- 날짜 : 1976년 8월 2일
- 편명 : KE642/KAL642
- 출발지 : 테헤란 메흐라바드 국제공항
- 목적지 : 김포국제공항
- 기종 : 보잉 707-320CF
- 등록번호 : HL7412
- 사고지점 : 테헤란 메흐라바드 국제공항
- 인명피해 : 승무원 5명 전원 사망
- 사고원인 : 이륙 후 엔진화재로 인한 조종불능으로 추락

## 같이 보기
- 대한항공의 사건 및 사고